# Герб Угорщини
Герб Угорщини — офіційний символ Угорщини, державний герб. Щит розтятий; права червона частина перетята чотирма срібними балками. У лівій червоній частині — зелена тригора з золотою короною, із якої виступає срібний шестиконечний хрест. Щит увінчаний короною святого Стефана. У сучасному вигляді затверджений 3 липня 1990 року.

## Гербовий конфлікт
Незабаром після розпаду радянського блоку між Угорщиною та Словаччиною виник невеликий гербовий конфлікт. Приводом для суперечок стало зображення на гербі Словаччини трьох гір — Татри, Фатри і Матри. Історики нагадували, що печаткою із зображенням трьох гір були скріплені документи Словацької національної ради, створеної у Відні в розпал угорської революції 1848—1849 років. Словаки тоді виступили на боці Австрії проти угорців, що боролися за незалежність. До того ж, угорцям не подобалося, що на гербі зображена гора Матра, яка розташована на території Угорщини. На це словаки зауважили, що на угорському гербі з'явилися аж дві гори, розташовані у Словаччині. Сучасний угорський герб, прийнятий у 1990 році, заснований на старовинному гербі, на якому словацький герб із зображенням трьох гір знаходиться на його правій стороні. Це було символом того, що колись і гори, і вся територія Словаччини, входили до складу Угорщини. Таким чином, на гербі Угорщини виявилися відразу дві словацькі гори — Татра і Фатра. Зрештою обидві країни перестали чіплятися до гербів один одного.

## Історичні герби

### Герб із земельними символами
|  | Декоративна композиція із земельними символами угорського короля Матвія Корвіна (1488). - Герби зовнішнього кола (за годинниковою стрілкою з горішнього). 1. Богемія (Чехія) 2. Люксембург 3. Лужиця 4. Моравія 5. Австрія 6. Галичина 7. Сілезія 8. Далмація 9. Куманія (Валахія) |

### Великий герб

Великий герб (1849)

### Малий герб

Малий герб (1849)

## Герби земель

Куманія (Валахія і Молдова)[4]
Славонія
Трансильванія (Семиграддя)
Лодомерія (Волинь)[4]
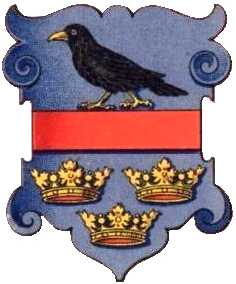
Галіція (Галичина)
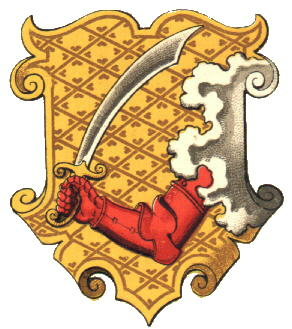
Рама (Боснія)

## Версії з обрамленням

Герб Землі корони Святоги Стефанів (1896-1915)
Герб Землі корони Святоги Стефанів (1915—1918, 1919—1946)
Герб Угорщини 1896-1915
Герб Угорщини (1915—1918, 1919—1946)
Герб Угорщини (1918-1919)
Герб Угорщини (1946—1949, 1956—1957)
Герб Угорщини

## Безбарвні обрамлення

## Версії з янголами

## Безбарвні янголи
